# Steal the Light
Steal the Light è il sesto album in studio del gruppo musicale australiano The Cat Empire, pubblicato nel 2013.

## Tracce
1. Brighter Than Gold – 3:20
2. Prophets in the Sky – 3:48
3. Steal the Light – 3:45
4. Am I Wrong – 3:01
5. Wild Animals – 4:02
6. Still Young – 4:18
7. Like a Drum – 4:39
8. Open Up Your Face – 4:24
9. Go – 3:25
10. Sleep Won't Sleep – 4:43
11. Don't Throw Your Hands Up – 4:08
12. All Night Loud – 3:31